# Ханин, Андрей Павлович
Андре́й Па́влович Ха́нин (укр. Андрій Павлович Ханін; 19 марта 1988, Весёловка — 26 февраля 2022, близ Волновахи) — украинский военнослужащий, сержант Вооружённых сил Украины, участник российско-украинской войны. Герой Украины (2022, посмертно).

## Биография
Родился 19 марта 1988 года в селе Весёловка. Окончил Харьковский национальный университет внутренних дел, где овладевал специальностью правоведение. После выпуска служил в одном из спецподразделений МВД в Крыму. В 2014 году, после аннексии Крыма, переехал в город Днепр, где быт, как и всё остальное, пришлось налаживать с нуля.
Весной 2021 года поступил на военную службу в 25-ю отдельную воздушно-десантную Сечеславскую бригаду. Сначала занимал должность командира отделения — командира боевой машины, а затем стал главным сержантом парашютно-десантного взвода.
Защищая Волноваху Донецкой области, получил ранения, 33-летний десантник помогал раненым и до последнего выполнял свой долг. Андрей Ханин погиб во время боя.
29 августа 2022 года в День памяти защитников Украины, погибших в борьбе за независимость, суверенитет и территориальную целостность Украины, Президент Украины Владимир Зеленский передал орден «Золотая Звезда» членам семьи погибшего Героя Украины.

## Награды
- Звание «Герой Украины» с удостоением ордена «Золотая Звезда» (2022, посмертно) — за личное мужество и героизм, проявленные в защите государственного суверенитета и территориальной целостности Украины, верность военной присяге.